# Lo mai gai
El lo mai gai o nuo mi ji es un plato dim sum clásico servido durante las horas yum cha. El plato también es llamado pollo al vapor enrollado en hoja de loto o arroz glutinoso al vapor enrollado en hoja de loto.

## Descripción
El lo mai gai es principalmente una receta del sur de China. Consiste en arroz glutinoso relleno de pollo, shiitake, salchicha china, cebolleta y a veces gamba seca. La bola de arroz se envuelve entonces en una hoja de loto sagrado y se cuece al vapor. En Norteamérica pueden usarse hojas de plátano, nenúfar o vid.
En Malasia y Singapur hay dos variedades de lo mai gai. La primera es la versión cantonesa original, y la segunda es un estilo para llevar servida en cafeterías y tiendas especializadas en dim sum. Esta última consta de arroz glutinoso con pollo y la fabrican compañías como Kong Guan.

## Variantes
A veces el lo mai gai se divide en dos rollos más pequeños, conocidos como chun chu gai (en chino, 珍珠雞; literalmente, ‘pollo perlado’).
Gracias a la flexibilidad de la hoja de loto, el lo mai gai se envuelve típicamente hasta obtener un cuadrado. El zongzi se envuelve en hojas de bambú hasta obtener un triángulo.